# Signe Muusmann
Signe Muusmann (født 1978) er en dansk radio- og tv-vært.
Signe begyndte i 1999 som en del af DR’s vækstlag. DR's vækstlag er en art 'mesterlære' for kommende programværter, hvor hun blandt andet gik på hold med Adam Duvå Hall og Simon Jul Jørgensen. Derefter arbejdede hun på diverse børne- og ungdomsprogrammer samt radioprogrammet De Professionelle.
I 2005 var hun vært i tv-programmet SommerSummarum sammen med Nicolai Hansson.
I 2006 afløste hun Andrea Elisabeth Rudolph som vært på Morgenhyrderne på Radio 100FM, som hun havde, indtil showet blev nedlagt i efteråret 2007. Efter dette forlod hun radiostationen for et job hos TV 2.
Den 14. oktober 2009 blev det offentliggjort, at hun blev den nye vært i X-Factor på DR1. Hun var vært på programmet i én sæson.
I dag er hun radiovært på P7 Mix med programmet Morgenmix fra kl 7:00 til 9:00 i hverdagene.